# Narusa
Narusa [pronunciación en polaco: /naˈrusa/] (en alemán: Narz) es un pueblo ubicado en el distrito administrativo de Gmina Frombork, dentro del Condado de Braniewo, Voivodato de Varmia y Masuria, en Polonia del norte. Se encuentra aproximadamente a 3 kilómetros al suroeste de Frombork, a 13 kilómetros  al suroeste de Braniewo, y a 82 kilómetros al noroeste de la capital regional Olsztyn.
El pueblo tiene una población de 95 habitantes.